# Falu kommun
Falu kommun är en kommun i Dalarnas län. Centralort är Falun som även är länets residensstad.
Områdets berggrund hör till den mineralrika bergslagsregionen. Den östra och norra delen av kommunen är klädd med skog, varvat med större myrområden, de västra delarna har en mer bruten terräng. Falun har en lång brukstradition där bergsbruket har anor från medeltiden, över tid har dock dess betydelse minskat. I början av 2020-talet dominerades näringslivet av tjänste- och sevicesektorerna. 
Sedan kommunen bildades 1971 har befolkningsutvecklingen, med undantag för år runt millennieskiftet, varit positiv. Socialdemokraterna har varit det starkaste partiet i samtliga val. Mandatperioden 2022–2026 styrs kommunen av Socialdemokraterna i koalition med Moderaterna.

## Administrativ historik
Kommunens område motsvarar socknarna Aspeboda, Bjursås, Enviken, Stora Kopparberg, Sundborn, Svärdsjö och Vika. I dessa socknar bildades vid kommunreformen 1862 landskommuner med motsvarande namn. Inom området fanns även Falu stad från 1641 som 1863 bildade en stadskommun.
Vid kommunreformen 1952 uppgick Aspeboda landskommun i Stora Kopparbergs landskommun medan de övriga landskommunerna i området, Bjursås, Enviken, Sundborn, Svärdsjö och Vika samt Falu stad förblev opåverkade.
År 1967 inkorporerades Stora Kopparbergs och Vika landskommuner i Falu stad. Falu kommun bildades vid kommunreformen 1971 av Falu stad och landskommunerna Bjursås, Enviken, Sundborn och Svärdsjö.
Den 1 januari 1990 överfördes ett område med 6 personer till Falu kommun och Bjursås församling från Leksands kommun och Åls församling.
Kommunen ingår sedan dess bildande i Falu domkrets.

### Kommunsammanslagningarna från 1863
Tabellen nedan visar kommunsammanslagningarna till nuvarande Falu kommun från 1863 och framåt. Tabellen illustrerar även att reformer sällan genomförs i ett steg: det behövs ibland även förplanering, försök, steg och efterjusteringar. Notera även att andra världskriget gjorde vapen populära i Dalarna - för hemvärnsfanor.
| före reformerna | efter reformen 1862          | efter reformen 1862      | dito 1952    | dito 1952    | dito 1971      | dito 1971 |
| –1862           | 1863–1951                    | 1863–1951                | 1952–1966    | 1967–1970    | 1971–          |           |
| --------------- | ---------------------------- | ------------------------ | ------------ | ------------ | -------------- | --------- |
| socken, stad    | landskommun, stadskommun     | landskommun, stadskommun | "storkommun" | "storkommun" | "enhetskommun" |           |
| Falu stad       |                              |                          |              |              | Falu kommun    |           |
| Kopparbergs sn  | Falu ln (Kopparberg 1919-38, | Stora Kopparberg 1939-)  |              |              | Falu kommun    |           |
| Aspeboda sn     | Aspeboda ln                  | Aspeboda ln              |              |              | Falu kommun    |           |
| Vika sn         | Vika ln                      |                          |              |              | Falu kommun    |           |
| Bjursås sn      | Bjursås ln                   |                          |              |              | Falu kommun    |           |
| Envikens sn     | Envikens ln                  |                          |              |              | Falu kommun    |           |
| Sundborns sn    | Sundborns ln                 |                          |              |              | Falu kommun    |           |
| Svärdsjö sn     | Svärdsjö ln                  |                          |              |              | Falu kommun    |           |

## Geografi
Kommunen är belägen i sydöstra delarna av landskapet Dalarna och gränsar i norr till Ovanåkers kommun och Bollnäs kommun, i nordöst till Ockelbo kommun samt i öster till Sandvikens kommun och Hofors kommun, alla i Gävleborgs län. I sydöst gränsar kommunen till Hedemora kommun och Säters kommun, i sydväst till Borlänge kommun samt i nordväst till Leksands kommun och Rättviks kommun, alla i Dalarnas län.

### Topografi och hydrografi
Områdets berggrund bildades för cirka två  miljarder år sedan och hör till den mineralrika bergslagsregionen. I östra och norra delen av kommunen är berggrunden täckt med morän och klädd med skog, varvat med större myrområden. Delar av de öppna områdena i denna del har använts för fäboddrift. De västra delarna har en mer bruten terräng och det förekommer branta bergssidor med rik flora, så kallade sydväxtberg. Ryssjöåsen löper genom kommunens nordöstra del, som en halv kilometer söder om Ryssjö bildar den märkliga Smöretkullen. Prostparken är ett märkligt tallbestånd som hittas på  Svärdsjöåsen, en biås till Badelundaåsen. Öppna, uppodlade sedimentområden med lövträdsinslag finns vid sjöarna Runn och Varpan samt längs Svärdsjövattendragets dalgång med sjöarna Toftan, Liljan och Svärdsjön samt vidare mot Enviken.
Nedan presenteras andelen av den totala ytan 2020 i kommunen jämfört med riket.
|  | Bebyggelse (4,0 %) |

|  | Skog (88,0 %) |

|  | Öppen myrmark (3,7 %) |

|  | Jordbruksmark (3,1 %) |

|  | Övrig mark (1,1 %) |

|  | Bebyggelse (3,1 %) |

|  | Skog (68,0 %) |

|  | Öppen myrmark (7,2 %) |

|  | Jordbruksmark (7,4 %) |

|  | Övrig mark (14,3 %) |

### Naturskydd
År 2022 fanns 35 naturreservat i Falu kommun, varav nio var kommunala. Övriga förvaltades av Länsstyrelsen i Dalarnas län.
Ett exempel på ett kommunalt naturreservat är Bjursås prästskog. Reservatet bildades 2009 och på dess 13 hektar ryms en blandning av gammal granskog, tallskog, lövskog, sumpskog, naturlig bäckmiljö, slåtteräng och betesmark. Som exempel på reservat som förvaltas av Länsstyrelsen kan nämnas Gramsängs udde. Reservatet bildades 1959 och är även klassat som Natura 2000-område. Reservatet är två hektar och finns på den östligaste av två grenar av Svärdsjöåsen.

### Administrativ indelning
Fram till 2016 var kommunen för befolkningsrapportering indelad i nio församlingar, varav sju motsvarade de tidigare socknarna. De tidigare socknarna är här redovisade i parentes: Aspeboda (Aspeboda socken), Bjursås (Bjursås socken), Envikens (Envikens socken), Falu Kristine, Grycksbo, Stora Kopparbergs (Stora Kopparbergs socken), Sundborns (Sundborns socken), Svärdsjö (Svärdsjö socken) och Vika-Hosjö (Vika socken).

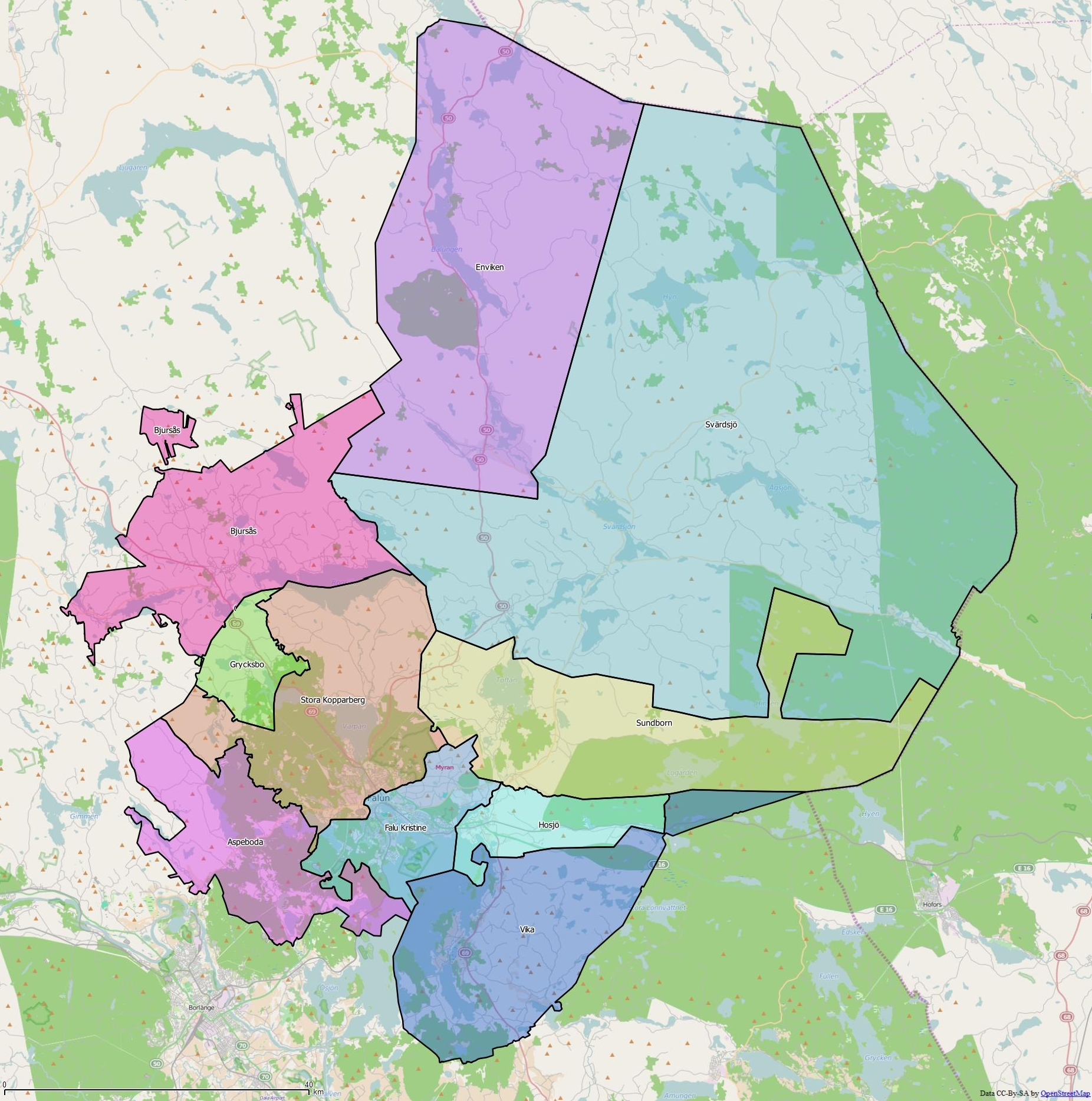
Distrikt inom Falu kommun

Från 2016 indelas kommunen istället i 10  distrikt:

- Aspeboda
- Bjursås
- Enviken
- Falu Kristine
- Grycksbo
- Hosjö
- Stora Kopparberg
- Sundborn
- Svärdsjö
- Vika

### Tätorter
Det finns 17 tätorter i Falu kommun.
I tabellen presenteras tätorterna i storleksordning per den 31 december 2015. Centralorten är i fet stil.
| Nr | Tätort                      | Befolkning |
| -- | --------------------------- | ---------- |
| 1  | Falun                       | 37 000     |
| 2  | Bjursås                     | 1 968      |
| 3  | Grycksbo                    | 1 870      |
| 4  | Svärdsjö                    | 1 335      |
| 5  | Gamla Berget och Korsgården | 988        |
| 6  | Sundborn                    | 923        |
| 7  | Enviken                     | 840        |
| 8  | Stennäset                   | 653        |
| 9  | Vika kyrkby                 | 582        |
| 10 | Sågmyra                     | 552        |
| 11 | Bengtsheden                 | 537        |
| 12 | Linghed                     | 529        |
| 13 | Danholn                     | 466        |
| 14 | Blixbo                      | 338        |
| 15 | Toftbyn                     | 305        |
| 16 | Övertänger                  | 240        |
| 17 | Aspeboda                    | 219        |

## Styre och politik

### Styre
Efter valet 2002 styrdes kommunen av Socialdemokraterna, Centerpartiet och Miljöpartiet. Makten övertogs 2006 av Moderata samlingspartiet, Centerpartiet, Kristdemokraterna, Folkpartiet och Falupartiet. Valet 2010 ledde till att en ny koalition bestående av de rödgröna tog över makten. 
De rödgröna behöll makten även efter valet 2014 och bildade en majoritetskoalition. Valet 2018 ledde till maktskifte och Alliansen styrde i minoritet genom en valteknisk samverkan med Vänsterpartiet. En av orsakerna till samverkan var att undvika att Sverigedemokraterna fick politiskt inflytande.
Samarbetet med Vänsterpartiet sprack dock under mandatperioden och Alliansen fick en ny samverkanspartner i Falupartiet. I och med valet 2022 efterträddes koalitionen av ett blocköverskridande samarbete mellan Socialdemokraterna och Moderaterna. Socialdemokraten Liza Lundberg menade att "Vi har ett tufft läge framför oss och både vi och Moderaterna konstaterade att det är viktigt med ett stabilt styre som kan ta de beslut som krävs". Samarbetet ledde dock till ett visst motstånd inom Moderaterna. Bland annat valde den moderata profilen Ann-Britt Åsebol att lämnade lokalpolitik.

### Kommunfullmäktige

#### Presidium
| Presidium 2022-2026    | Presidium 2022-2026 | Presidium 2022-2026 |
| ---------------------- | ------------------- | ------------------- |
| Ordförande             | M                   | Mikael Rosén        |
| Förste vice ordförande | S                   | Lars Jerdén         |
| Andre vice ordförande  | L                   | Åsa Nilser          |

#### Mandatfördelning 1970–2022
|  | 26 | 16 | 11 | 6 |

| 53 |

|  | 26 | 19 | 6 | 8 |

| 52 | 9 |

|  | 25 | 18 | 7 | 9 |

| 49 | 12 |

| 3 | 25 | 16 | 6 | 11 |

| 43 | 18 |

| 3 | 26 |  | 12 | 4 | 14 |

| 41 | 20 |

|  | 25 |  | 10 | 8 | 14 |

| 40 | 21 |

| 3 | 23 | 4 | 9 | 8 |  | 12 |

| 38 | 23 |

|  | 22 | 3 |  | 8 | 6 | 4 | 15 |

| 38 | 23 |

| 3 | 24 | 4 | 8 | 7 | 4 |  | 9 |

| 35 | 26 |

| 6 | 20 | 4 |  | 6 | 5 | 3 | 4 | 11 |

| 37 | 24 |

| 5 | 23 | 3 |  | 5 | 6 | 5 | 3 | 9 |

| 32 | 29 |

| 3 | 23 | 4 | 5 | 7 | 4 | 3 | 12 |

| 37 | 24 |

| 4 | 23 | 4 |  | 4 | 5 |  |  | 15 |

| 34 | 27 |

| 5 | 20 | 4 | 5 |  | 7 | 4 |  | 13 |

| 34 | 27 |

| 5 | 17 | 3 | 6 |  | 9 | 3 |  | 14 |

| 36 | 25 |

| 7 | 17 | 3 | 6 |  | 10 |  | 3 | 12 |

| 35 | 26 |

| 5 | 20 | 3 | 7 | 7 | 3 | 4 | 12 |

| 33 | 28 |

### Nämnder

#### Kommunstyrelse
| Presidium 2022-2026    | Presidium 2022-2026 | Presidium 2022-2026 |
| ---------------------- | ------------------- | ------------------- |
| Ordförande             | S                   | Liza Lundberg       |
| Förste vice ordförande | M                   | Anders Lindh        |
| Andre vice ordförande  | C                   | Susanne Martinsson  |

#### Lista över kommunstyrelsens ordförande
Kommunstyrelsens ordförande är även kommunens kommunalråd.
| Namn | Namn            | Från | Till | Politisk tillhörighet |
| ---- | --------------- | ---- | ---- | --------------------- |
|      | Mikael Rosèn    | 2006 | 2010 | Moderaterna           |
|      | Jonny Gahnshag  | 2010 | 2014 | Socialdemokraterna    |
|      | Susanne Norberg | 2014 | 2018 | Socialdemokraterna    |
|      | Joakim Storck   | 2018 | 2022 | Centerpartiet         |
|      | Liza Lundberg   | 2022 |      | Socialdemokraterna    |

#### Övriga nämnder
| Nämnd                                       | Ordförande | Ordförande               | Förste vice ordförande | Förste vice ordförande | Andre vice ordförande | Andre vice ordförande     |
| ------------------------------------------- | ---------- | ------------------------ | ---------------------- | ---------------------- | --------------------- | ------------------------- |
| Arbetslivs- och socialnämnden               | M          | Sven-Olov Ytterholm      | S                      | Lisa Tynnemark         | L                     | Åsa Nilser                |
| Barn- och utbildningsnämnden                | S          | Jonas Sallén Lennerthson | M                      | Anna Granath           | C                     | Elisabeth Rooth Eriksson  |
| Krisledningsnämnden                         | S          | Liza Lundberg            | M                      | Anders Lindh           |                       |                           |
| Kultur- och fritidsnämnden                  | S          | Fredrik Persson          | M                      | Catharina Enhörning    | L                     | Svante Parsjö Tegnér      |
| Miljö- och samhällsbyggnadsnämnden          | M          | Peter Sjölund            | S                      | Daniel Reuithe         | MP                    | Richard Holmqvist         |
| Myndighetsnämnden för bygg- och miljöfrågor | S          | Kajsa Henriksson         | M                      | Göran Forsén           | MP                    | Birgitta Pettersson-Frank |
| Omsorgsnämnden                              | S          | Susanne Norberg          | M                      | Linda Andersson        | C                     | Jenny Norén               |
| Omvårdnadsnämnden                           | S          | Susanne Norberg          | M                      | Linda Andersson        | C                     | Jenny Norén               |
| Servicenämnden                              | S          | Paula Aspfors            | M                      | Kent Svens             | MP                    | Maj Ardesjö               |
| Valnämnden                                  | S          | Annika Östling           | M                      | Håkan Hammar           | MP                    | Jonas Åsenius             |

Källa:
Gemensamma hjälpmedelsnämnden är gemensam med Region Dalarna och kommunerna i Dalarnas län medan Gemensamma nämnden för alkohol, tobak och receptfria läkemedel är gemensam med kommunerna Borlänge, Gagnef, Säter, Smedjebacken, Ludvika och Hedemora.

### Valresultat 2022
| Parti                            | Valdistrikt    | Valdistrikt | Kommun  |
| Parti                            | Starkaste      | Andel       | Andel   |
| -------------------------------- | -------------- | ----------- | ------- |
| S                                | Slätta         | 45,03 %     | 32,39 % |
| M                                | Sundbornsbyn   | 26,08 %     | 19,81 % |
| SD                               | Linghed        | 25,55 %     | 12,13 % |
| C                                | Linghed        | 18,91 %     | 11,62 % |
| V                                | Bojsenburg     | 17,75 %     | 8,14 %  |
| KD                               | Linghed        | 14,14 %     | 6,20 %  |
| MP                               | Kyrkbacken     | 8,15 %      | 4,12 %  |
| L                                | Lugnet         | 9,54 %      | 4,07 %  |
| MED                              | Haraldsbo      | 1,64 %      | 0,55 %  |
| PNy                              | Nedre Norslund | 4,55 %      | 0,39 %  |
| Data hämtat från Valmyndigheten. |                |             |         |

Exklusive uppsamlingsdistrikt. Partier som fått mer än en procent av rösterna i minst ett valdistrikt redovisas.

### Vänorter
Falun har fyra vänorter och en samarbetsort:
- Fredrikshamn, Finland
- Grudziądz, Polen
- Gütersloh, Tyskland
- Røros kommun, Norge
- Tsumeb, Namibia (samarbetsort)

## Ekonomi och infrastruktur

### Näringsliv
Falun har en lång brukstradition där bergsbruket har anor från medeltiden. Över tid har dock dess betydelse minskat. År 2010 var de tre största arbetsgivarna i Falun Falu kommun med 4 625 anställda, Falu lasarett med 3 600 anställda och Högskolan Dalarna med 505 anställda.
I början av 2020-talet domineras näringslivet av tjänste- och sevicesektorerna. Industrisektorn stod för omkring 15 procent av kommunens arbetstillfällen. De största arbetsgivarna var kommunen och regionen. Dessutom fanns ett stort antal företag inom privat service. Vidare var turistnäringen ansenlig med flera stora turistattraktioner.

#### Råvaror
Vid Kårarvet och Finnbo har det brutits  pegmatit, ur vilken kvarts utvinns. Vidare finns också en del sällsynta mineral. I Falun har det brutits malmmineral såsom järn, zink, bly, nickel och koppar. Den mest berömda gruvan är Falu gruva. År 1992 lade dock STORA (Stora Kopparbergs Bergslags AB) ned gruvverksamheten.

#### Industri
STORA är det industriföretag som främst  förknippas med Falun, i början av 2020-talet var det dock endast regionkontoret som var  kvar i kommunen. Industriföretag med betydelse var till exempel NKT Cables AB som tillverkar kraftkablar för starkström och hygienartikelsföretaget Cederroth AB. Andra branscher inom industrin som fanns representerade var livsmedelsindustrin med charkuteri- och brödtillverkning och den grafiska industrin.

#### Tjänster och turism
Bland kommunens turistattraktioner hittas exempelvis Falu koppargruva, Carl Larssongården i Sundborn och Lugnetanläggningen med arrangemang för längdskidåkning och backhoppning, sporthall, campingplats, isstadion och liknande.

### Infrastruktur

#### Transporter
I de södra delarna av kommunen sträcker sig E16 i rät vinkel genom Falun från öster till söder. Kommunen genomkorsas från norr till söder av riksväg 50 och de södra delarna från nordväst mot sydöst av riksväg 69. Ungefär samma sträckning som E16 har järnvägen Bergslagsbanan som trafikeras av Tåg i Bergslagens regiontåg mellan Gävle och Ludvika samt SJs tåg mellan Falun och Stockholm.

#### Utbildning
År 2022 fanns två kommunala gymnasier,  Kristinegymnasiet och Lugnetgymnasiet, vilka bland annat erbjöd riksidrottsgymnasium med inriktning mot friidrott och nationell idrottsutbildning med sju olika inriktningar. Vidare fanns fem fristående gymnasieskolor; Falu Frigymnasium, Praktiska Gymnasiet, Hagströmska Gymnasiet, Drottning Blankas gymnasium och Musikkonservatoriet. Det tidigare Haraldsbogymnasiet beslutades att stängas 2018.
Tidigare fanns ett seminarium för blivande förskollärare i Falun. I samband med högskolereformen 1977 slogs den samman med ekonomiskt och administrativt inriktade utbildningar i Borlänge och bildade Högskolan i Falun/Borlänge, vilken senare bytte namn till Högskolan Dalarna. År 2013 fanns 9 429 registrerade studenter och 679 anställda på högskolan. Till 2022 hade antalet i skrivna studenter ökat till 15 751 studenter och antalet anställda till 847.

## Befolkning

### Demografi

#### Befolkningsutveckling
Kommunen har 59 945 invånare (31 december 2024), vilket placerar den på 40:e plats avseende folkmängd bland Sveriges kommuner.
| Befolkningsutvecklingen i Falu kommun 1970–2020                                                                 | Befolkningsutvecklingen i Falu kommun 1970–2020 | Befolkningsutvecklingen i Falu kommun 1970–2020 | Befolkningsutvecklingen i Falu kommun 1970–2020 | Befolkningsutvecklingen i Falu kommun 1970–2020 |
| --- | ----------------------------------------------- | ----------------------------------------------- | ----------------------------------------------- | ----------------------------------------------- |
| |                                                 |                                                 |                                                 |                                                 |
| År |                                                 |                                                 | Folkmängd                                       |                                                 |
| 1970 | 1970                                            |                                                 | 46 572                                          |                                                 |
| 1975 | 1975                                            |                                                 | 47 650                                          |                                                 |
| 1980 | 1980                                            |                                                 | 50 597                                          |                                                 |
| 1985 | 1985                                            |                                                 | 51 653                                          |                                                 |
| 1990 | 1990                                            |                                                 | 53 748                                          |                                                 |
| 1995 | 1995                                            |                                                 | 55 088                                          |                                                 |
| 2000 | 2000                                            |                                                 | 54 426                                          |                                                 |
| 2005 | 2005                                            |                                                 | 55 274                                          |                                                 |
| 2010 | 2010                                            |                                                 | 56 044                                          |                                                 |
| 2015 | 2015                                            |                                                 | 57 062                                          |                                                 |
| 2020 | 2020                                            |                                                 | 59 528                                          |                                                 |
| Anm: Uppgifterna avser förhållandena den 31 december enligt den kommunala indelningen den 1 januari året efter. |                                                 |                                                 |                                                 |                                                 |

## Kultur

### Museum
I kommunen finns ett flertal museer, varav ett flertal är relaterade till kända Faluprofiler exempelvis Arvid Backlund-gården och Ernst Rolf-gården. I kommunen finns också Dalarnas Museum, skidmuseum och Sveriges minsta museum – ett pumphus från 1850-talet.

### Kulturarv
I kommunen finns Världsarvet Falun. Det inkluderar bland annat Falu gruva, Linnés bröllopsstuga och Thunströms köpmansgård. Unesco motiverade utnämnandet:
| ”        | Det historiska industrilandskapet kring Stora Kopparberget och Falun utgör ett av de främsta områdena för gruvhantering och metallproduktion. Gruvdriften upphörde vid 1900-talets slut, men har genom många århundraden haft ett starkt inflytande på teknisk, ekonomisk, social och politisk utveckling i Sverige och Europa. | „ |
| – Unesco | |   |

Förutom världsarvet har kommunen andra kulturarv, så som Carl Larssongården i Sundborn.

### Kommunvapen
Blasonering: I fält av guld en uppskjutande från kant till kant gående krenelerad mur och däröver tre bjälkvis ordnade kopparsymboler, allt i rött.
Det äldsta sigillet för staden Falun är från 1642 och innehåller bland annat ett koppartecken. På 1900-talet skapades vapnet och det fastställdes av Kungl. Maj:t 1932. Efter kommunbildningen 1971 förenklades vapenbilden något och registrerades hos PRV år 1988. Eftersom det var i Dalarna hade även de andra kommuner, som bildade Falu kommun, egna vapen, vars giltighet upphörde.

Bjursås landskommun (1947–1970)
Envikens landskommun (1948–1970)
Stora Kopparbergs landskommun (1941–1967)
Sundborns landskommun (1949–1970)
Svärdsjö landskommun (1944–1970)
Vika landskommun (1944–1967)